# 5790 Nagasaki
5790 Nagasaki è un asteroide della fascia principale. Scoperto nel 1960, presenta un'orbita caratterizzata da un semiasse maggiore pari a 2,5700687 UA e da un'eccentricità di 0,1273541, inclinata di 2,31193° rispetto all'eclittica.